# 松尾村 (熊本県)
松尾村（まつおむら）は、熊本県の北部、飽託郡にかつてあった村である。

## 地理
- 河川：坪井川
- 山：金峰山、権現山

## 歴史
- 1889年（明治22年）4月1日 - 町村制が施行。平山村、近津村、上松尾村が合併して発足。
- 1892年（明治25年） - 飽田郡と託麻郡が合併し飽託郡となる。
- 1926年（大正15年）10月20日 - 所属未定地の埋立地を編入[1]。
- 1950年（昭和25年）2月11日 - 九州産交バス（路線バス）が村内の養殖池に転落。乗員乗客22人が死亡、重傷10人[2]。
- 1955年（昭和30年）4月1日 - 熊本市に編入。

## 学校
- 松尾小学校
- 松尾北小学校
- 松尾西部小学校